# Apple Filing Protocol
El Apple Filing Protocol (AFP) es un protocolo privativo de capa de presentación (según el modelo OSI) que ofrece servicios de archivos para Windows. En Windows, AFP es uno de los varios servicios de apoyo a disposición incluida Bloque de mensajes de servidor (SMB), Sistema de archivos de red (NFS), el Protocolo de transferencia de archivos (FTP), y WebDAV. AFP actualmente admite nombres de archivo Unicode, POSIX lista de control de acceso y permisos, cupos de UNIX, bifurcaciones de recursos, de nombre atributos extendidos, y el archivo de bloqueo avanzadas. En Windows 7 y anteriores, AFP es el principal protocolo para los servicios de archivos.

## Compatibilidad
Las versiones de AFP 3,0 o posteriores se basan exclusivamente en TCP / IP (puerto 548 o 427) para el establecimiento de la comunicación, el apoyo a AppleTalk sólo como un servicio de descubrimiento de protocolo. La AFP 2.x familia apoya tanto en TCP/IP y AppleTalk para la comunicación y el servicio de descubrimiento. Muchos de terceros AFP implementaciones uso AFP 2.x, apoyando así AppleTalk como método de conexión. Aún las versiones anteriores se basan exclusivamente en AppleTalk. Por este motivo, algunos de más edad la literatura se refiere a la AFP como "Protocolo AppleTalk Filing". Otros literatura puede remitir a la AFP que "AppleShare", el nombre del Mac OS 9 (y anteriores) AFP cliente.
Notable compatibilidad temas actuales son los siguientes:
Mac OS X 10.4 y posterior elimina apoyo a la AFP servidores que se basan únicamente en AppleTalk para la comunicación.
Ordenadores usando Mac OS Classic puede conectar a la AFP 3.x servidores, con algunas limitaciones. Por ejemplo, el tamaño máximo de archivo en Mac OS 8 es de 2 gibibytes. Normalmente, Mac OS 9,1 o más adelante se recomienda para la conexión de servidores a la AFP 3.x; para las versiones de Mac OS Classic al 9,1 previo, la instalación del cliente AppleShare 3.8.8 es obligatorio.
AFP 3,0 y, posteriormente, es necesaria para la red de directorios de inicio, ya que el Mac OS X requiere POSIX permisos de los directorios home de usuarios. Inicio de sesión único en el uso de Kerberos requiere AFP 3,1.

## Historia
Los cambios realizados en la AFP desde la versión 3,0 representan importantes avances en el protocolo, que presenta características diseñadas específicamente para clientes Mac OS X.
Sin embargo, al igual que el cliente AppleShare en el entorno Classic de Mac OS, la AFP cliente de Mac OS X sigue apoyando a los códigos de tipo y creador, junto con extensiones de nombre de archivo.
AFP 3,0 se introdujo en Mac OS X Server 10.0.3, y se utilizó a través de Mac OS X Server 10.1.5. Fue la primera versión de UNIX para utilizar el estilo POSIX modelo de los permisos y Unicode UTF-8 codificaciones de nombre de archivo. Versión 3,0 apoyó un porcentaje máximo punto y tamaño de archivo de dos tebibytes, el tamaño máximo de archivo y el tamaño de los volúmenes de Mac OS X versión hasta 10,2. (Tenga en cuenta que el tamaño máximo de archivo cambiado de la versión 2,2, que se describe a continuación.) Antes de AFP 3,0, de 31 caracteres es la longitud máxima de un nombre de archivo enviado a más de afp.
AFP 3,1 se introdujo en Mac OS X Server versión 10,2. Notables cambios incluyen soporte para la autenticación Kerberos, reconexión automática del cliente, resharing NFS, AFP y seguro de conexiones a través de Secure Shell (SSH). El porcentaje máximo punto y el aumento de tamaño del archivo a ocho tebibytes con Mac OS X Server 10,2, y luego a 16 tebibytes con Mac OS X Server 10,3.
AFP 3,2 añade soporte para Listas de Control de Acceso y atributos extendidos en Mac OS X Server 10,4. Porcentaje máximo tamaño de punto es de al menos 16 tebibytes, aunque Apple no ha publicado un documento límites para Mac OS X Server 10,4.
Las primeras implementaciones del software de servidor de AFP estuvieron disponibles en Mac OS a partir de la versión 6, en AppleShare y AppleShare IP, y en las primeras versiones "1.x" de Mac OS X Server. En los sistemas operativos cliente, AFP se denominó "Compartir archivos" y permitía hasta diez conexiones simultáneas. Estas implementaciones de AFP estaban basadas en la versión 1.x o 2.x del protocolo. AppleShare IP 5.x, 6.x, y las versiones "1.x" de Mac OS X Server introdujeron la versión 2.2 de AFP. Esta fue la primera versión que permitió conexiones de transporte tanto a través de TCP/IP, como de AppleTalk. También aumentó la cantidad total de datos compartidos de cuatro gigabytes a dos tebibytes, aunque el tamaño máximo de archivo se mantuvo en dos gigabytes debido a las limitaciones en el entorno Classic de Mac OS.

## El cliente de Mac OS X
En Mac OS X Tiger, los usuarios pueden conectarse a la AFP por los servidores de navegación de las mismas en el mundo o que se incorporan a la red una AFP localizador uniforme de recursos (URL) en el cuadro de diálogo Conectar al servidor. En OS X Leopard, AFP acciones se muestran en la barra lateral del Finder. AFP URL adoptar la forma: afp: / / <server> / <share>, donde <server> es la dirección IP del servidor, el sistema de nombres de dominio (DNS) de nombre, o Bonjour nombre, y <share> es el nombre de la cuota Punto.
Mac OS X también ofrece Compartir Archivos, una implementación "ligera" de la versión actual de la AFP. En Mac OS X 10,4 cliente, los usuarios pueden compartir el contenido de sus carpetas públicas marcando Compartir Archivos en la sección Compartir de las Preferencias del Sistema.
AFP URL de los servidores AppleTalk tomó la forma: afp: / en / <AppleTalk name>: <AppleTalk zone>. Para las redes sin zonas AppleTalk, un asterisco (*) sería sustituido por el nombre de la zona.

## Participación de terceros en implementaciones
- Microsoft AFP incluye el soporte para el servidor como una opción en algunas versiones de Windows.
- Novell NetWare apoya la AFP.
- Helios UB + AFP apoya sobre toda una serie de diferentes plataformas basadas en Unix.
- Existe un servidor AFP de código abierto llamado Netatalk para sistemas operativos compatibles con Unix.
- El Open Source cliente de aplicación afpfs-ng deVries de Alex, es capaz de montar AFP 3.x acciones y de la lista de AFP bifurcaciones de recursos.
- El programa se desarrollará durante el Linux 2,6 núcleos, pero posiblemente podría trabajar en la FreeBSD, ya que utiliza FUSE.
- Afpfs-ng es una reescritura del original afpfs de módulos del núcleo de 2,0 y 2,2 del núcleo escrito por Ben Hekster y David Foster.
- ExtremeZ-IP y MacServerIP para Windows 3.x AFP ofrecer apoyo.
- Algunas NAS soluciones de apoyo AFP - LaCie Ethernet Disk, / productos / products.php Infrant ReadyNAS, Synology del disco Estaciones (AFP 3.1), Snap Server de Adaptec Archivado el 4 de mayo de 2021 en Wayback Machine. (AFP 3.1) y Exanet's ExaStore (AFP 3.1), siendo ejemplos comerciales y FreeNAS es un software libre ejemplo.
- Jaffer es una aplicación de Java Appletalk Archivo Protocolo v3.1.
- Xinet tiene un producto, que ha sido una de las principales estancia en Solaris (en Sparc únicamente) y Irix plataformas de la última década.